# Elaphoglossum wurdackii
Elaphoglossum wurdackii är en träjonväxtart som beskrevs av Vareschi. Elaphoglossum wurdackii ingår i släktet Elaphoglossum och familjen Dryopteridaceae. Inga underarter finns listade.